# هيتي جونستون
هيتي جونستون (بالإنجليزية: Hetty Johnston)‏ هي ناشِطة أسترالية، ولدت في 27 سبتمبر 1958 في غيلونغ في أستراليا.